# Hlebanja
Hlebanja je slovenski priimek, ki izvira iz zgornje savske doline oz. Srednjega vrha nad Martuljkom. Znani nosilci:
- Alojz Hlebanja, lokalni planinski in družbeni delavec (Srednji Vrh - Gozd Martuljek)
- Friderik Hlebanja (1937-2010), podjetnik v Braziliji
- Gorazd Hlebanja (*1954), strojnik, tehnični kibernetik
- Janez Hlebanja (1928 - 2003), podjetnik v Braziliji (Metal Yanes)
- Jože Hlebanja (1926 - 2022), strojnik, univerzitetni profesor (FS UL)
- Neža Hlebanja, zgodovinarka, strok. za izseljenstvo (INV - Brazilija)
- Zdravko Hlebanja - Drčk (1929 - 2018), smučarski tekač
- Zvezdana Hlebanja, zdravnica onkologinja